# Internet Research Agency
Pour les articles homonymes, voir IRA.
L'Internet Research Agency (IRA) est une organisation russe de diffusion de propagande sur Internet.
L'IRA, basée à Saint-Pétersbourg, a mené des opérations d’influence en ligne pour le compte du gouvernement russe. L’agence a utilisé de faux comptes sur les plus grands réseaux sociaux, journaux en ligne, forums de discussion ou encore sur des services d’hébergement de vidéos pour promouvoir la propagande du Kremlin et de ses alliés .
L'IRA publie massivement des posts pour :
- encenser Vladimir Poutine et la politique qu'il mène en Ukraine (crise de Crimée et guerre du Donbass)[3] ;
- critiquer Alexeï Navalny (1976-2024) le principal opposant de Poutine et l'opposition russe en général[4] ;
- défendre Bachar el-Assad et l'intervention militaire de la Russie en Syrie[5] ;
- soutenir le candidat puis le président des États-Unis Donald Trump, en infiltrant et en manipulant sur les réseaux sociaux les communautés afro-américaines, latino-américaines, LGBT, musulmanes ou encore les suprémacistes blancs au profit de Trump[6],[7] ;
- manipuler l’opinion publique britannique en faveur du Brexit[8] et propager des rumeurs de trucage électoral lors du référendum pour l'indépendance de l’Écosse en 2014[9] ;
- appuyer le Premier ministre d'Israël Benyamin Netanyahou[10] ;
- dénigrer le président de la République française Emmanuel Macron et la présence française en Afrique[11],[12] ;
- créer ou amplifier des canulars et des théories du complot comme le QAnon[13].

En février 2018, le département américain de la Justice a officiellement inculpé l'IRA sous divers chefs d'accusation, dont le principal est celui de complot en vue de tromper les États-Unis en interférant dans l'élection présidentielle américaine de 2016.

## Origines
L'IRA a officiellement été fondée en 2013, bien que ses premières activités de propagande sur Twitter remontent aux élections infranationales russes de 2009.
En 2014, l'IRA appartient officiellement à Mikhail Bystrov / Mikhaïl Bourtchik, ancien chef de la police du district de Moskovski à Saint-Pétersbourg. L'IRA a toutefois été créée par Evgueni Prigojine, un oligarque dont la société Concord est connue pour ses contrats lucratifs avec le gouvernement russe. En 2015, le porte-parole de la présidence russe, Dmitri Peskov, assure que le Kremlin n'a rien à voir avec l'IRA.
Les organisations spécialisées dans la désinformation ont toujours existé en URSS et en Russie. Dès 1923, une section propagande est mise en place par la Guépéou, précurseur du KGB, aujourd'hui le FSB.
Les fondateurs de l'Internet Research Agency sont également ceux du groupe de mercenaires russes Wagner, très actif en Afrique.
La première mention de l'IRA par la presse est faite par BuzzFeed, en juin 2014. L’article se basait sur l’existence de documents gouvernementaux rendus publics plus tôt dans l’année par des hackers. En juin 2015, les médias du monde entier commencent à s'y intéresser lorsque des données issues de faux comptes sur les réseaux sociaux remontent jusqu’aux bureaux de l'IRA à Saint-Pétersbourg. En 2016, de grands journaux comme The Guardian identifient l'IRA comme l'une des nombreuses entreprises où les trolls sont formés et payés pour diffamer les adversaires de Poutine à la fois en Russie et à l'étranger.

## Organisation et témoignage

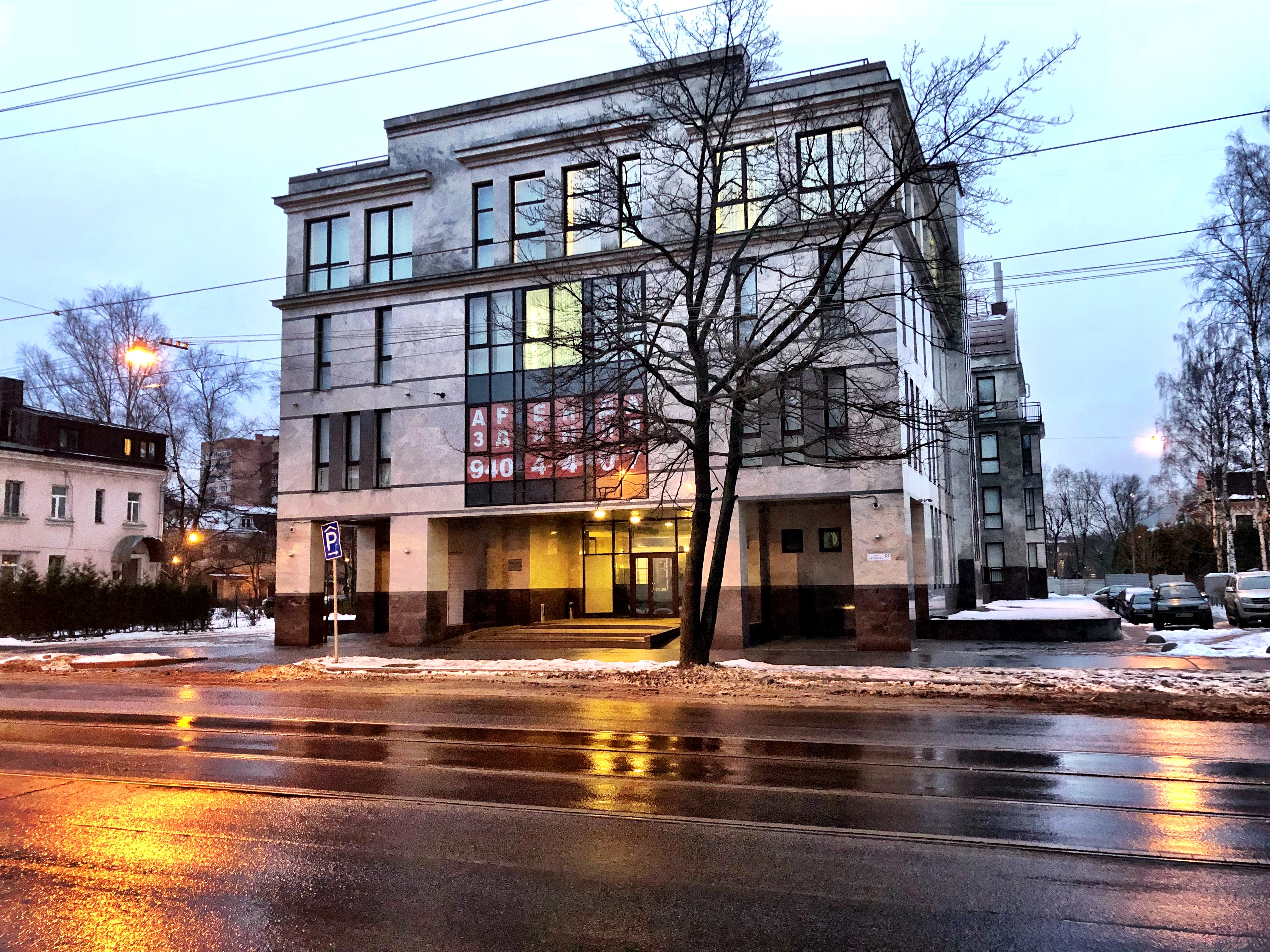
Le siège de l'organisation durant un temps, au 55 rue Savushkina, à Saint-Pétersbourg.

En 2015, l'IRA était située dans la banlieue de Saint-Pétersbourg et employait 400 personnes payées environ 20.000 roubles soit 650 euros par mois (l’équivalent du salaire d’un professeur titulaire en Russie). L'IRA diffuse sa propagande en utilisant notamment de faux comptes sur les réseaux sociaux Twitter et Facebook.
L'enquête du New York Times Magazine publiée le 2 juin 2015 par Adrian Chen, se base principalement sur le témoignage de Ludmilla Savtchouk, employée par l’IRA durant deux mois et demi, jusqu’en mars 2015. Celle-ci témoigne de ses journées de travail et ses routines. Elle devait créer du contenu pour les réseaux sociaux les plus populaires ainsi que commenter les articles des journaux russes. La jeune femme travaillait avec 12 autres personnes dans son bureau, et estime au nombre de 40 les pièces présentes dans l'agence. Selon Savtchouk, « La première chose que font les employés en arrivant, c'est modifier certains proxys pour qu'on ne puisse pas les localiser. Ensuite, on nous donne une liste de thèmes à aborder, tous liés à l'actualité. »,,
L'intérieur de l’IRA est surveillé par des caméras et il est impossible d’y pénétrer sans rendez-vous. Savtchouk était chargée de tenir plusieurs blogs sur LiveJournal, une plateforme virtuelle sur laquelle elle avait de multiples faux-comptes : elle était alternativement femme au foyer, étudiante ou encore sportive. Son travail consistait également à commenter des sites d’actualités et des forums de discussion à raison de 100 commentaires par jour. Selon ses dires, la journée de travail dure 12h.
Les contenus publiés par les agents de l'IRA sont variés, toujours en lien avec l'actualité et déclinés sur de multiples réseaux sociaux : LiveJournal, Twitter, VKontakt (le Facebook russe), Facebook, Instagram ou encore les sections commentaires de nombreux magasins russes et site de journaux en ligne. Savtchouk pointe l’importante rotation du personnel sur place. « Le boulot est dur, il faut énormément écrire et beaucoup de gens étaient virés : ils manquaient de compétences ou n’avaient pas les capacités pour exprimer ces idées. »
À l’IRA : « white is black and black is white », en d'autres termes le bien et le mal sont inversés.

## Opérations de propagande

### Élections américaines 2016 et 2020
Le 16 février 2018, Robert Mueller le procureur spécial des Etats-Unis chargé d'enquêter sur les ingérences russes dans l’élection présidentielle américaine de 2016 met en accusation trois entités russes et treize individus de nationalité russe. Ils sont accusés d’avoir dénigré Hillary Clinton, en vue d’inciter les électeurs à voter pour Donald Trump. Les organisations mises en accusation sont l'IRA et deux sociétés accusées d'agir comme soutiens financiers de l'IRA. Les personnes désignées par la mise en accusation sont elles aussi liées à l'IRA,.
Si les premières actions d'influence de l’IRA dans le débat public américain remontent à 2013, la première offensive d’envergure a été menée lors la campagne de 2016 où environ, :
- 126 millions d'utilisateurs Facebook ont été touchés par les posts rédigés par l’IRA
- 146 millions ont été touchés sur Instagram.

Outre Facebook et Instagram, un large panel de réseaux sociaux ont été mis à contribution : Twitter, Google+, Tumblr, Pinterest mais aussi la plateforme vidéo YouTube, ainsi que des messageries électroniques Yahoo, Hotmail et Gmail. Twitter a ainsi identifié 36 746 comptes programmés par l’IRA pour répandre automatiquement des messages polarisant et divisant l'opinion américaine,.
Certaines pages Facebook contrôlées par l'IRA s'adressent aux conservateurs américains : Being Patriotic, Heart of Texas et Army of Jesus. D'autres s'adressent aux minorités comme les Latino-Américains, les musulmans, la communauté LGBT ou les Afro-Américains. En pratiquant l'entrisme, l’IRA persuade des franges de la population plus ou moins proches des Démocrates, de ne pas se rendre aux urnes ou de voter pour Donald Trump. L'IRA encourage la défiance envers les institutions (polarisation autour des violences policières, des inégalités raciales, etc),.
En 2016, l'IRA aurait organisé au moins 40 événements et rassemblements dans différentes villes des États-Unis. L'IRA aurait mobilisé des militants locaux, sponsorisé des déplacements et fourni du matériel. Ces événements étaient organisés en vue d'attiser la haine,,
. À titre d'exemple, le 21 mai 2016, deux rassemblements sont organisés à Houston à la même heure et au même endroit, l'un pour protester contre un Centre islamique et l'autre pour défendre le projet. Le rassemblement 'Stop Islamization of Texas' est organisé par le groupe Facebook Heart of Texas. La publication Facebook de l'événement encourage les participants à apporter des armes à feu. L'autre rassemblement, 'Save Islamic Knowledge', est organisé par le groupe Facebook United Muslims of America. Les deux groupes et les deux manifestations ont été créés par l'IRA,.
Après l’élection de 2016, l’IRA a poursuivi ses activités aux États-Unis, et recourt depuis massivement à des vidéos YouTube toujours en vue d’orienter l’opinion américaine via les réseaux sociaux,.
|                                 | Nombre de Likes | Nombre de partages | Nombre de commentaires |
| ------------------------------- | --------------- | ------------------ | ---------------------- |
| Being Patriotic                 | 6 431 507       | 4 429 880          | 393 179                |
| Stop A.I. (Stop All Immigrants) | 6 050 989       | 5 202 716          | 778 924                |
| Heart of Texas                  | 5 489 337       | 4 986 384          | 414 599                |
| Blacktivist                     | 4 642 946       | 4 843 595          | 509 882                |
| United Muslims of America       | 2 479 294       | 1 268 022          | 175 976                |
| Army of Jesus                   | 2 359 018       | 651 106            | 387 765                |
| Brown Power (Latinos)           | 2 098 769       | 1 300 998          | 128 795                |
| LGBT United                     | 1 974 368       | 930 199            | 87 500                 |
| South United                    | 1 419 503       | 2 263 031          | 72 461                 |
| BM (Black Matters)              | 1 333 173       | 1 797 479          | 146 254                |
| Secured Borders                 | 1 220 079       | 713 905            | 117 824                |
| Defend the 2nd                  | 986 969         | 551 847            | 39 530                 |
| Williams&Kalvin                 | 569 627         | 541 436            | 39 960                 |
| Woke Blacks                     | 454 151         | 490 623            | 37 876                 |
| Back the Badge                  | 410 364         | 155 524            | 26 274                 |
| Veterans Come First             | 330 662         | 307 021            | 33 302                 |
| Memopolis                       | 135 704         | 78 996             | 13 002                 |
| Pan-African roots MOVE          | 124 938         | 152 931            | 15 655                 |
| Born Liberal                    | 104 314         | 79 938             | 5 749                  |
| Black Matters                   | 59 032          | 97 516             | 9 350                  |
| Total                           | 38 674 744      | 30 843 147         | 3 433 857              |

## Désinformation - canulars

### Louisiane - Columbia Chemicals - 2014
Le 11 septembre 2014 vers 11h30, Arthur Duval, directeur du bureau de la Sécurité intérieure et de la Protection civile à la paroisse de Sainte-Marie en Louisiane, reçoit un appel d'un résident qui venait de recevoir un texto dérangeant : « Alerte danger de fumée toxique dans votre zone jusqu'à 13h30 », dit le message avant de continuer. « Mettez-vous à l'abri, vérifiez les médias locaux et columbiachemical.com. »
La paroisse de Sainte-Marie abrite de nombreuses usines de traitement de produits chimiques et de gaz naturel dont le suivi des accidents dangereux est le travail d'Arthur. Pourtant, il n'avait entendu parler d'aucune fuite toxique ce matin-là. Sainte-Marie possède bien une usine Columbia Chemicals, aucune information de danger n'avait filtré ce matin. Bientôt, deux autres résidents appellent pour lui signaler le même message. Arthur était inquiet : un de ses employés aurait-il envoyé une alerte sans même le lui dire ?
Sur Twitter, des centaines de comptes documentent une catastrophe vue depuis la route. "Une puissante explosion a été entendue à des kilomètres de là dans une usine de produits chimiques à Centerville, en Louisiane #ColumbianChemicals", tweete un homme du nom de Jon Merritt. Le hashtag #ColumbianChemicals est utilisé des centaines de fois en rapport avec des témoignages relatant l'horreur survenue à Centerville. Ksarah12 poste elle une vidéo d'images de surveillance d'une station-service locale qui capture le flash de l'explosion. D'autres partagent des vidéos dans laquelle une épaisse fumée noire s'élève au loin.

Des dizaines de journalistes, médias et politiciens, de la Louisiane à New York, découvrent leurs comptes Twitter inondés de messages à propos du désastre. Un autre poste, associé à une capture d'écran de la page d'accueil du site de CNN, démontre que l'histoire fait déjà les informations nationales. Selon une vidéo YouTube, Daesh aurait revendiqué l'attaque. Une femme du nom d'Anna McClaren tweete à Karl Rove : « Karl, Is this really ISIS who is responsible for #ColumbianChemicals? Tell @Obama that we should bomb Iraq! ». Les réactions s'enflamment et les messages se bousculent. Toutefois, le premier curieux qui serait allé sur le site CNN.com n'aurait trouvé aucune information relative à cette attaque par Daesh. Tout était faux ; la capture d'écran, les vidéos, les photos et même les photographes. Ces faux messages d'alertes faisant état d'une catastrophe suivie d'une urgence auraient tous été créés de toutes pièces.

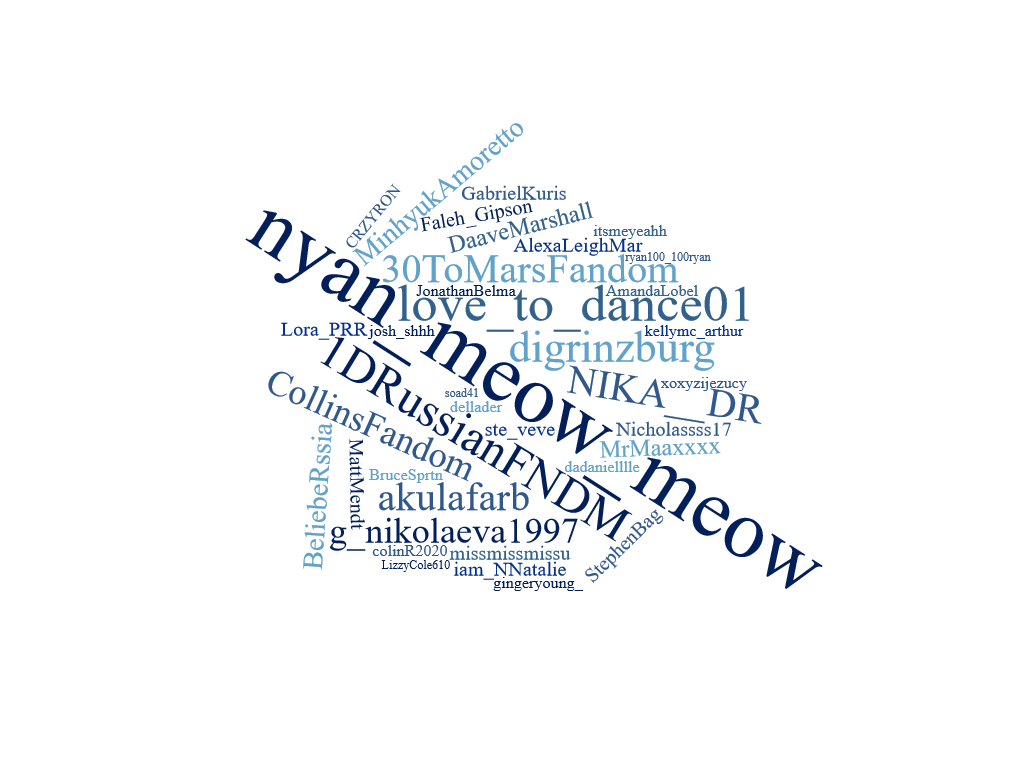
Nuage des mots-clés les plus actifs pendant le trolling sur Twitter.

### Atlanta - Épidémie d'Ebola - 2014
Trois mois plus tard, les mêmes comptes diffusent sur Twitter de faux messages concernant une épidémie d’Ebola à Atlanta sous le mot-clé #EbolaInAtlanta, rapidement relayé et repris par les utilisateurs habitant la ville. Une vidéo est ensuite postée sur YouTube, montrant une équipe médicale soignant une prétendue victime d’Ebola à l’aéroport d’Atlanta.
Le même jour, un groupe différent lance sur Twitter une rumeur sous le mot-clé #shockingmurderinatlanta, faisant état de la mort d’une femme noire désarmée abattue par la police. Là encore, une vidéo floue et mal filmée est diffusée pour appuyer la rumeur.

### QAnon - 2020/2021
L’IRA propage sur le net des théories du complot très structurées comme le QAnon. Dans le mouvement QAnon, le président des États-Unis Donald Trump et le Premier ministre britannique Boris Johnson sont présentés comme des messies qui vont sauver l’humanité d’une cabale de pédophiles marxistes, assoiffés d’adrénochrome, et dont l’objectif ultime est le grand reset. Le mouvement QAnon a été un relai essentiel aux films complotistes Plandemic ou Hold-Up. Ces films qui mêlent désinformation et fantasmes d'extrême-droite, entretiennent un folklore autour de la 5G, de Bill Gates ou encore d'un « grand reset », un projet visant à réduire la population et à instaurer un régime totalitaire communiste.